# Öröm (érzelem)

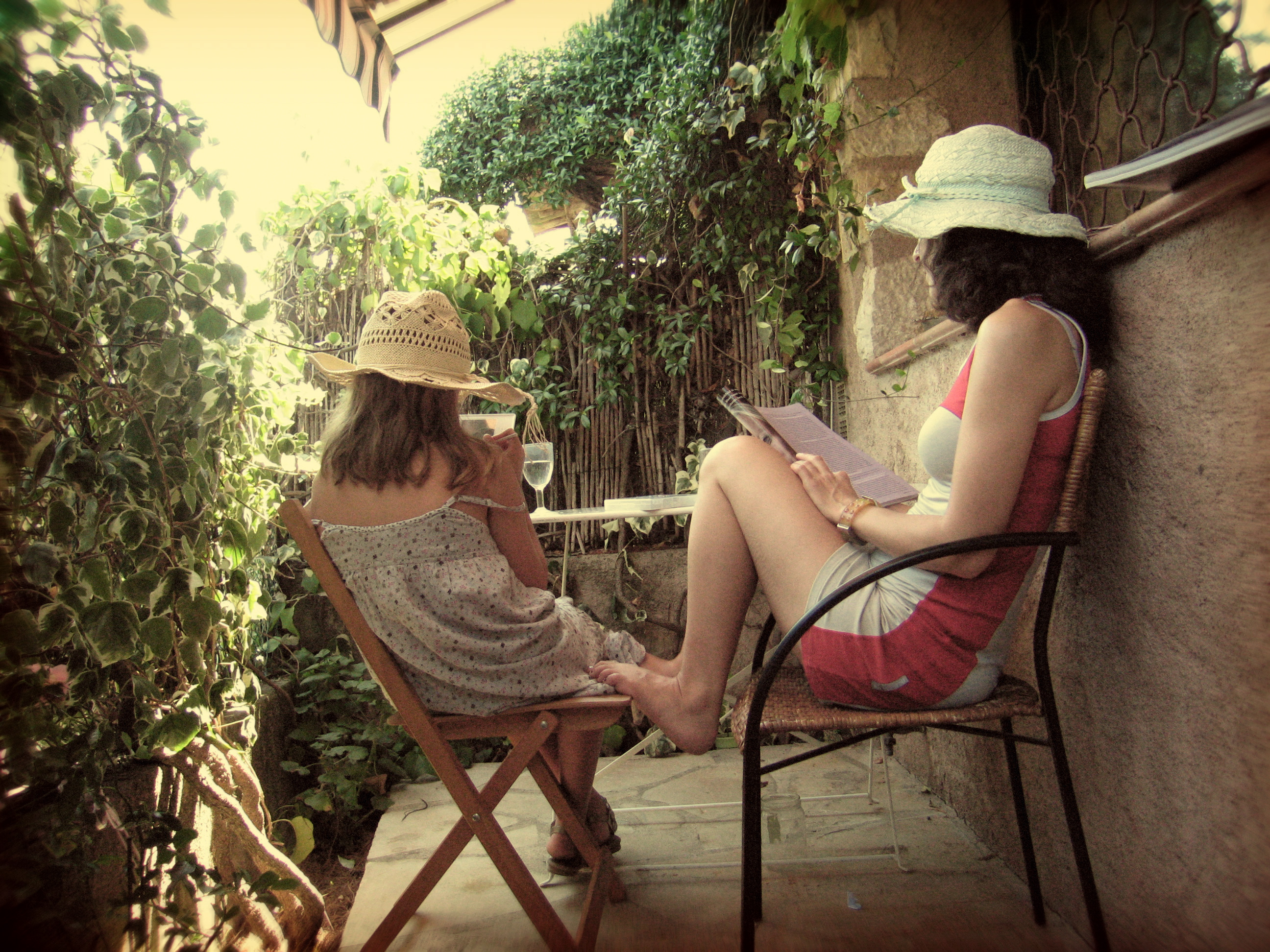
Hétvégi öröm Franciaországban

Az öröm széles körben olyan mentális állapotokat jelöl, amelyet az emberek és állatok pozitívként, kellemesként, vagy keresni érdemesként tapasztalnak. Ez magában foglal több különleges mentális állapotot, mint például amilyen a boldogság, szórakozás, élvezet, eksztázis, eufória is. A korai pszichológiai örömre való képesség, az öröm elve írja le a pozitív visszacsatolási mechanizmust, ami a szervezetet motiválja, hogy újraélje a jövőben azt a helyzetet amit kellemesként érzékel, és arra, hogy kerülje az olyan helyzeteket amelyek a múltban fájdalmat okoztak.
Az öröm tapasztalása szubjektív , illetve más egyének különböző mértékű örömöt tapasztalnak ugyanabban a helyzetben. Sok örömteli élmény kapcsolódik az alapvető biológiai funkciók kielégítéséhez, mint például az evés, a testmozgás, a higiénia, és a szex. A kulturális dolgok elismerése, és az olyan tevékenységek, mint például a művészet, a zene, a tánc, és az irodalom gyakran örömteliek.

## Filozófiai nézetek
Epikurosz és követői a legnagyobb örömet, a szenvedés hiányaként határozzák meg  az öröm maga "a szervezet szabadsága a fájdalomtól, illetve szabadság a lélek zűrzavarától". Cicero szerint (vagy inkább Torquatus nevű karaktere szerint) Epikurosz is hitte, hogy az öröm a legfőbb jó és a fájdalom a legfőbb gonosz.
Arthur Schopenhauer 19. századi német filozófus szerint az öröm egy negatív érzékelés ami tagadja a szokásos egzisztenciális állapotot, a szenvedést.

### Öröm filozófiái
A haszonelvűség és a hedonizmus olyan filozófia, amely azt tanácsolja, hogy az öröm mértékét növeljük, és a szenvedés mértékét minimalizáljuk. 

## Egyedülállóan emberi tapasztalat
A múltban vitáztak arról, hogy állatok is éreznek-e örömöt, vagy ez egy kizárólagosan emberi tulajdonság; viszont ma már ismert, hogy az állatok éreznek örömöt, amelyet az örömteli ingerekre adott objektív viselkedéstudományi és idegrendszeri hedonikus válaszok jeleznek. 

## Fordítás
Ez a szócikk részben vagy egészben  a   Pleasure című angol Wikipédia-szócikk ezen változatának fordításán alapul.  Az eredeti cikk szerkesztőit annak laptörténete sorolja fel. Ez a jelzés csupán a megfogalmazás eredetét és a szerzői jogokat jelzi, nem szolgál a cikkben szereplő információk forrásmegjelöléseként.